# Autorretrato sin barba
El autorretrato sin barba es una pintura al óleo sobre tela de 1889, del artista postimpresionista Vincent van Gogh. El cuadro, que podría ser su último autorretrato, fue pintado en septiembre de ese año. Es una de las pinturas más caras de todos los tiempos, vendida por $71,5 millones en 1998 en Nueva York. En ese momento, fue la tercera (o la cuarta, ajustando la inflación) pintura más cara jamás vendida.
Los historiadores del arte están divididos en cuando a si esta pintura es el autorretrato final de Van Gogh. Ronald Pickvance lo consideró así, mientras que Ingo F. Walther y Jan Hulsker piensan que el Autorretrato con abrigo abierto es posterior. Fue obsequiado por van Gogh a su madre como regalo de cumpleaños.